# واحد مهم (مسلسل)
واحد مهم - مسلسل اجتماعي كوميدي كويتي، من تأليف ضيف الله زيد، وإخراج نعمان حسين، المسلسل تم عرضه في عام 2018م، وهو من انتاج تلفزيون دولة الكويت، وتنفيذ شركة فروغي
للانتاج الفني. وهو مسلسل اجتماعي يناقش بعض القضايا الاجتماعية في الوطن العربي، خاصة في المجتمع الخليجي، محاولاً الوقوف على أسباب تلك المشكلات، مع محاولة تقديم أساليب لحلها، وتصحيح ما بها من اعوجاج.

## القصة
المسلسل يرصد الصراع الذي يشتعل كثيراً بين الناس بسبب المال، والشخصية الرئيسة هي وزير سابق خفيف الظل، وهناك أحداث تتوالى عليه، حيث يتم استغلاله من قبل إحدى الشركات كي ينهلوا من خبرته... والأحداث تدور في فلك اجتماعي واقتصادي والمسلسل بشكل عام كوميدي خفيف.

## طاقم العمل
شارك في المسلسل نخبة كبيرة من الفنانين، نذكر من بينهم:
- طارق العلي (في دور ياقوت الفواح).
- فخرية خميس (في دور فخرية).
- منى شداد (في دور رقية).
- محمد الصيرفي (في دور منصور).
- خالد العجيرب (في دور أبو فلاح).
- خالد المظفر (في دور بشار).
- عبد الله الخضر (في دور فواز).
- مشاري العجيل (في دور حمد)
- هدى حمدان (في دور نجوى).
- جورجيت أبو مراد (في دور ندى).
- انتصار الشراح (في دور أم فلاح).
- عبد الحميد السبكي.
- سعود بدر الشمري.
- فيصل السعد.

بالإضافة إلى مجموعة من ضيوف الشرف، مثل: شهاب حاجيه- نواف النجم- عماد العكاري- وليد الضاعن- عبد الله بالعيس- شاهين الشاهين- سعد كنعان- أحمد شليان.

## روابط خارجية
- جميع حلقات مسلسل واحد مهم على منصة اليوتيوب (للمشاهدة).